# زيلينوغورسك (كراسنويارسك كراي)
زيلينوغورسك، كراسنويارسك كراي (بالروسية: Зеленогорск) هي إحدى مدن روسيا المقفلة في الكيان الفدرالي الروسي كراسنويارسك كراي، وكانت تعرف سابقا باسم كراسنويارسك-45 والتي كانت تستخدم لتخصيب اليراتيوم للبرنامج النووي السوفياتي. وبلغ عدد سكانها 69,355 نسمة في إحصائية عام 2002 الروسية.

## أعلام
- فلاديسلاف أمينوف